# 杉浦義勝
杉浦 義勝（すぎうら よしかつ、1895年5月15日 - 1960年12月7日）は、大正から昭和期の物理学者。立教大学元教授、学術研究会議会員、日本学術振興会委員。
欧州で黎明期の量子力学を応用した功績を上げ、日本に理論を広めるなど現代物理学の発展に貢献した。物理学者の仁科芳雄と並び、「日本の現代物理学の父」といわれる。

## 人物・経歴
1895年（明治28年）、愛媛県松山市に生まれる。1920年（大正9年）、東京帝国大学（現・東京大学）理学部物理学科卒業。
日本光学（現・ニコン）に入社した後、1922年（大正11年）、理化学研究所長岡半太郎研究室へ移籍。1925年（大正14年）、東京帝国大学（現・東京大学）にて理学博士学位取得。
1926年（大正15年）に欧州へ留学し、1927年（昭和2年）に帰国。再び、理化学研究所にて研究活動に従事する。学術研究会議会員や日本学術振興会委員なども務めた。
戦後となり、1949年（昭和24年）の新制・立教大学の理学部（数学科・物理学科・化学科）設置に際して、中心メンバーとして開設に尽力し、初代学部長および物理学科教授に就任した。同年、理論物理学研究所を発足する。本研究所発足後、ほどなくして武谷三男も着任し、武谷は素粒子物理学の研究をリードしていくこととなった。
杉浦は欧州留学中には、ドイツのゲッティンゲン大学でマックス・ボルンに学び、デンマークのコペンハーゲンでニールス・ボーアの元では、ヴァルター・ハイトラーの理論に基づく水素分子の計算方法を発表した。これは黎明期の量子力学を応用した日本人による優れた功績であり、それ以後、量子力学の講義や、理論の紹介に務めた。

## 主な著作
- 日本工学全書『光学1 電磁光学』工業図書 1936年
- 電子工学叢書『電子物理学』共立社 1939年
- 量子物理学 第1巻『原子核物理学 : 実験』共立社 1939年
- 日本工学全書『光学2 量子光学』工業図書 1940年